# Casa Salvat
La casa Salvat és un edifici situat al carrer de Calàbria, 192, catalogat com a bé amb elements d'interès (categoria C). Actualment es conserva englobat en un edifici modern.

## Història
L'any 1912, en el conjunt d'edificis destinats a la seu de l'Editorial Salvat, l'arquitecte i propietari Pau Salvat i Espasa projectà el seu habitatge particular en un extrem del solar.
Entre els anys 1987 i 1988, la immobiliària Núñez i Navarro va promoure una nova edificació al xamfrà dels carrers de Calàbria, 191-193 i de Mallorca, 51-53. L'arquitecte Carles Ferrater, amb la col·laboració de J.M. Cartañà i J.L. Canosa, van incorporar la façana de l'edifici original a la nova edificació, en un intent de manteniment d'elements patrimonials.

## Descripció
Consta de planta baixa, pis i golfes. amb una espectacular façana amb tribuna arrodonida. A la planta baixa hi ha tres obertures: una finestra, un gran finestral i al costat dret la porta d'accés, totes elles amb tancaments de ferro forjat.
El parament és de carreus encoixinats de pedra de Montjuïc que conforma una orla coronada per volutes. D'aquesta manera queda emmarcada la gran tribuna voladissa amb finestres de fusta i vidre del primer pis. Sobre aquestes finestres corren les golfes, amb vuit òculs col·locats al damunt de garlandes de pedra. Però l'element que esdevé el centre visual de la façana gràcies a la seva plasticitat són els mosaics en trencadís amb decoracions vegetals que s'estenen pel coronament corbat de l'edifici, emmarcant els òculs.